# Beszauruszok
A Beszauruszok (Jakovasaurus) a South Park című animációs sorozat 36. része (a 3. évad 5. epizódja). Elsőként 1999. június 16-án sugározták az Egyesült Államokban. Magyarországon először az HBO vetítette 2001. szeptember 29-én.
A South Park-i gyerekek felfedeznek egy új fajt, amelynek egyedei azonban egyre több bonyodalmat okoznak a városban...

## Cselekmény
|  | Alább a cselekmény részletei következnek! |

A fiúk a Stark's tónál táboroznak, amikor a fák közül különös zajokat hallanak. Segítséget kérnek Jimbótól és annak barátjától, Nedtől és együtt felfedeznek egy furcsa teremtményt, melyet – Eric Cartman kivételével – mindannyian roppant idegesítőnek találnak. A városiak gyűlést tartanak, hogy eldöntsék, mi legyen a talált lénnyel. Ekkor azonban megjelennek a belügyminisztérium emberei és elmondják, hogy a különös teremtmény a beszauruszok már majdnem kihalt fajának egyede és a segítségével megmenthető lenne a teljes populáció. A lakosok ezután a lényt „Remény”-nek nevezik el, habár a valódi neve „Dzsudzsu”.
Cartmant nemsokára felkeresi egy másik lény, Jakov, aki a feleségét, Dzsudzsut keresi. Cartman Stan Marshsal és Kyle Broflovskival együtt elviszi hozzá, hogy párosodhassanak, azonban a lényeknek nincsenek látható nemi szerveik, ezért Dr. Mephisto mesterségesen ejti teherbe Dzsudzsut, majd csupán néhány nap múlva egész alomnyi bébi beszaurusz születik. Időközben Ned, aki elvesztette gégemikrofonját, új készüléket kap Jimbótól, de hamar kiderül, hogy a forgalmazó rossz modellt küldött és Ned cigány (az eredeti sorozatban ír) akcentussal kezd beszélni. Hamarosan nyilvánvalóvá válik, hogy a beszauruszok nagymértékben hátráltatják a South Park-i emberek életét és az esetlenségük, valamint hangosságuk mindenki számára egyre idegesítőbb. A belügyminisztérium tagjai is elmenekülnek a városból, de előtte még gyorsan kinevezik Cartmant „belügyes ember”-nek.
A South Park-iak kitervelik, hogy vetélkedőt rendeznek a beszauruszok részére, melyben a fődíj egy ötvenszemélyes franciaországi utazás. Jakov ellenfele Barbrady felügyelő, akinek el kellene veszítenie a játékot, de mégis mindig helyesen válaszol. Végül a színjátékot elunva McDaniels polgármester egyszerűen csak kijelenti, hogy Jakov nyert. Hogy Cartman figyelmét eltereljék, Kenny McCormick beöltözik antilopnak, míg Stan és Kyle pedig közli Cartmannel, hogy egy új állatfajt fedeztek fel. Ő azonban egyből rájön az igazságra és a vetélkedőre siet (közben egy medve végez Kennyvel, de ezt senki sem veszi észre), de elkésik, mivel kedvencei már a repülőgépen ülnek. A beszauruszok végül Franciaországba érkeznek, ahol ahelyett, hogy bosszúságot okoznának, különös módon mindenki szórakoztatónak találja őket és nevet rajtuk, mert a franciák szerint Jerry Lewis-ra emlékeztetnek.